# Kerry Group
Kerry Group é uma empresa da indústria alimentícia (agro-alimentar) presente em todos os continentes, cotada na bolsa de Londres e de Dublin. Tem sede em Tralee no condado de Kerry, e emprega mundialmente cerca de 24000 pessoas.